# Cornificación
Cornificación es un término usado para describir los cambios físicos y químicos que se producen en las fibras vegetales durante el secado, principalmente encogido, formación de enlaces hidrógeno internos y pérdida irreversible de la capacidad de absorción de agua e hinchamiento. En las pastas químicas para papel, el secado sucesivo (cornificación) se traduce en una pérdida de flexibilidad, plasticidad y potencial de enlace de las fibras. 